# Perttamojärvi
Perttamojärvi är en sjö i Finland. Den ligger i kommunen Sodankylä i landskapet Lappland, i den norra delen av landet, 800 km norr om huvudstaden Helsingfors. Perttamojärvi ligger 198 meter över havet. Arean är 25,9 hektar och strandlinjen är 2,39 kilometer lång. Sjön  ingår i Kemi älvs huvudavrinningsområde. 